# Referendum in der Vereinigten Arabischen Republik 1968

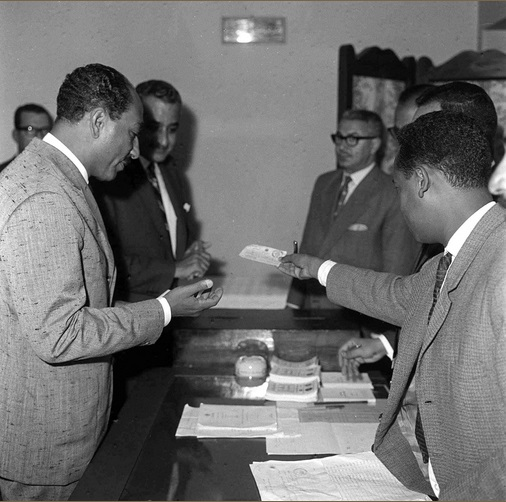
Präsident Gamal Abdel Nasser und Anwar as-Sadat geben ihre Stimmen ab

Das Referendum in der Vereinigten Arabischen Republik 1968 fand am 2. Mai 1968 statt. „Die Vereinigte Arabische Republik“ bestand zu diesem Zeitpunkt nur noch aus Ägypten. Abgestimmt wurde über das Programm des 30. März. Bei einer Wahlbeteiligung von 98,2 % gab es nur 798 Gegenstimmen.

## Ergebnisse
| Option                 | Stimmen   | Anteil  |
| ---------------------- | --------- | ------- |
| Für                    | 7.315.734 | 100,0 % |
| Gegen                  | 798       | 0,0 %   |
| Ungültige/Leere Zettel | 887       | -       |
| Gesamt                 | 7.317.449 | 100,0 % |